# 青森農政事務所
青森農政事務所（あおもりのうせいじむしょ）は、農林水産省の地方支分部局である東北農政局の出先機関だった。
2011年9月1日施行の「農林水産省設置法の一部を改正する法律」によって廃止された。

## 組織
- 青森地域センター（青森市本町）
  - 弘前支所（弘前市大字高田）
- 八戸地域センター（八戸市大字長苗代字狐田）

## 管内事務所
- 津軽農業水利事務所 （つがる市木造萩野）  
  - 津軽農業水利事務所
- 北奥羽土地改良調査管理事務所（弘前市新寺町）
  - 北奥羽土地改良調査管理事務所
- 小田川農業水利事業建設所（五所川原市金木町芦野）
- 相坂川左岸農業水利事業所（十和田市稲生町）
  - 相坂川左岸農業水利事業所